# Strålflikig kantlav
Strålflikig kantlav (Aspicilia melanaspis) är en lavart som först beskrevs av Erik Acharius, och fick sitt nu gällande namn av Poelt & Leuckert. Aspicilia melanaspis ingår i släktet Aspicilia och familjen Megasporaceae.   Inga underarter finns listade i Catalogue of Life.
I den svenska databasen Dyntaxa används istället namnet Lobothallia melanaspis för samma taxon.  Arten är reproducerande i Sverige.